# Spatha

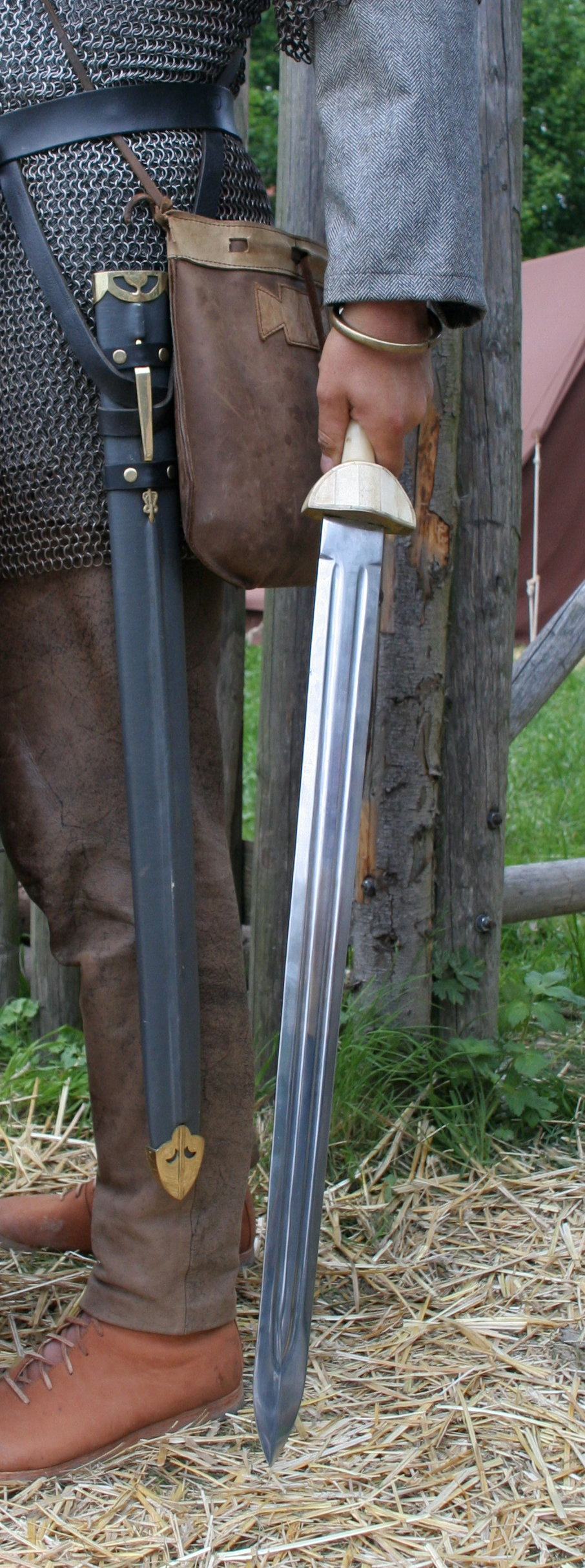
Reconstrucción de una spatha romana del.

La spatha era un arma blanca de origen celta centroeuropeo, durante la Segunda Edad del Hierro, que después pasó a ser empleada por el ejército romano desde el siglo I a. C., aplicada primero a la caballería y después, desde el siglo II d. C., a la infantería romana también. Terminó de imponerse a partir el siglo IV d. C. como arma blanca perdurando su uso hasta la Edad Media.

## Antigua Roma
Las spathae fueron utilizadas por la caballería romana  otorgándosele mayor tamaño (70-100 centímetros de hoja) para que pudiera ser usado de forma eficaz. Posteriormente, este modelo fue asumido por unidades auxiliares del ejército romano reclutadas entre poblaciones germanas, que también utilizaban este modelo desde la Edad del Hierro. Finalmente, desde el siglo IV, con la llamada barbarización del ejército romano, el gladius desapareció y la spatha se fue imponiendo como arma blanca tanto de la caballería como de la infantería romana.
A diferencia del gladius usado anteriormente, que era sobre todo un arma de apuñalamiento a corta distancia, la spatha, al ser más larga y pesada, permitía mantener una mayor distancia con el enemigo y era más de golpear dando tajos. Esto refleja el cambio en las tácticas del soldado romano, que durante el Bajo Imperio perdió la agresiva búsqueda del asalto cuerpo a cuerpo de épocas anteriores. 

## Edad Media

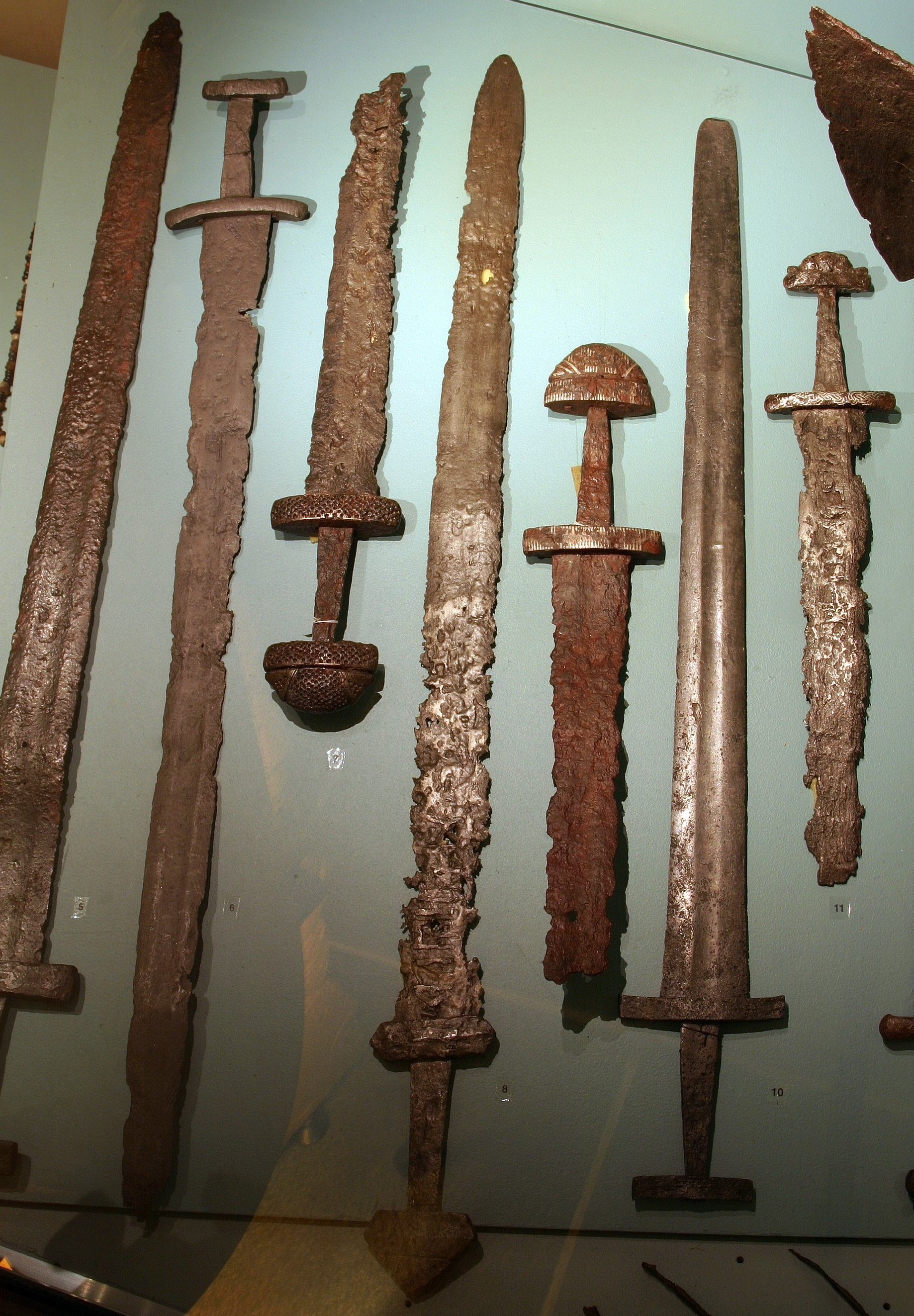
Espadas vikingas del museo de Bergen.

El modelo siguió usándose en Europa durante varios siglos después de la caída de Roma, siendo empleado incluso por los vikingos entre el año 800 y el 1100. Por su forma y tamaño, la spatha es el eslabón evolutivo entre el viejo modelo celta y la espada medieval. La palabra "espada", de hecho, proviene del nombre de la spatha.
En la saga de los Fóstbrœðra (cap. 3) se cita que muy pocos guerreros vikingos tenían la suerte de ser propietarios de una espada, porque eran armas difíciles de fabricar y en consecuencia se consideraba un artículo raro y caro. La saga de Laxdœla (cap. 13) es más específica y se preciaba una espada por medio marco de oro, que en aquel tiempo representaba el valor de 16 vacas lecheras, una suma enorme. La espada, por lo tanto, era casi exclusiva de las castas guerreras que poseían mayores y mejores recursos.